# كيفن ثورنتون
كيفن ثورنتون (بالإنجليزية: Kevin Thornton)‏ (9 يوليو 1986 في جمهورية أيرلندا - ) هو لاعب كرة قدم أيرلندي في مركز الوسط. شارك مع منتخب جمهورية أيرلندا تحت 21 سنة لكرة القدم. أما مع النوادي، فقد لعب مع برايتون أند هوف ألبيون وكوفنتري سيتي ونادي ريكسهام ونادي نورثامبتون تاون ونونيتون بورو ‏ ونادي تاموورث ونادي بارويل وCoventry Sphinx F.C. ‏ ورجبي تاون.

## وصلات خارجية
- كيفن ثورنتون على موقع قاعدة بيانات كرة القدم.إي يو (الإنجليزية)
- كيفن ثورنتون على موقع Soccerbase.com (لاعب) (الإنجليزية)
- كيفن ثورنتون على موقع عالم كرة القدم.نت (الإنجليزية)